# 오희주
오희주(吳熙珠, 1968년 7월 2일 ~ )는 전 KBO 리그 해태 타이거즈, LG 트윈스의 투수였으며 입단 첫 해  팀 합동훈련 당시 입단 인사를 하기 위해 김응룡 감독을 찾았지만 백구두를 신는 등 제비족같은 차림으로 등장하여 김응룡 감독에 의해 미운털이 찍혀 2군을 전전했고 무시무시한 군기의  해태 구단 내에서 염색을 하거나 락커처럼 장발로 머리를 기른 데다 가죽자켓을 입는 등 반골 기질을 가졌던 터라 애물단지로 전락했다.
결국 1993년 1월 27일 LG 트윈스로 현금 트레이드됐지만 제구력 부족-불같은 성질 탓인지  LG에서도 큰 두각을 나타내지  못했고 1997년 7월 12일 임의탈퇴 선수로 공시되어  은퇴했다.

## 출신 학교
- 광주진흥중학교
- 광주진흥고등학교
- 한양대학교